# Ronde van Spanje 2019/Startlijst
Deze pagina bevat de startlijst van de 74e Ronde van Spanje die op zaterdag 24 augustus 2019 van start ging in Torrevieja. In totaal deden er 22 ploegen mee aan de rittenkoers die op zondag 15 september eindigde in Madrid. Iedere ploeg ging met acht renners van start, wat het totaal aantal deelnemers op 176 bracht.

## Overzicht

### Movistar Team
| rugnummer | renner             | prestaties deze ronde                                                                          | opmerkingen                                     | eindklassering |
| --------- | ------------------ | ---------------------------------------------------------------------------------------------- | ----------------------------------------------- | -------------- |
| 1         | Alejandro Valverde | Winnaar: 7e etappe                                                                             |                                                 | 2e             |
| 2         | Jorge Arcas        |                                                                                                |                                                 | 93e            |
| 3         | José Joaquín Rojas |                                                                                                |                                                 | 30e            |
| 4         | Imanol Erviti      |                                                                                                |                                                 | 64e            |
| 5         | Nélson Oliveira    |                                                                                                |                                                 | 46e            |
| 6         | Antonio Pedrero    |                                                                                                |                                                 | 43e            |
| 7         | Nairo Quintana     | Winnaar: 2e etappe 9e etappe 2e, 3e, 7e, 8e en 9e etappe 17e etappe                            |                                                 | 4e             |
| 8         | Marc Soler         |                                                                                                |                                                 | 9e             |
|           | Team               | 5e, 6e, 7e, 8e, 9e, 10e, 11e, 12e, 13e, 14e, 15e, 16e, 17e, 18e, 19e, 20e etappe en 21e etappe | Winnaar Ploegenklassement Ronde van Spanje 2019 |                |

### AG2R La Mondiale
| rugnummer | renner            | prestaties deze ronde                           | opmerkingen                                  | eindklassering |
| --------- | ----------------- | ----------------------------------------------- | -------------------------------------------- | -------------- |
| 11        | Pierre Latour     |                                                 |                                              | 35e            |
| 12        | François Bidard   |                                                 |                                              | 24e            |
| 13        | Geoffrey Bouchard | 16e, 17e, 18e, 19e, 20e en 21e etappe 9e etappe | Winnaar Bergklassement Ronde van Spanje 2019 | 47e            |
| 14        | Clément Chevrier  |                                                 |                                              | 58e            |
| 15        | Silvan Dillier    |                                                 |                                              | 72e            |
| 16        | Dorian Godon      |                                                 |                                              | 77e            |
| 17        | Quentin Jauregui  |                                                 |                                              | 81e            |
| 18        | Clément Venturini |                                                 |                                              | 90e            |

### Astana Pro Team
| rugnummer | renner             | prestaties deze ronde                                                                    | opmerkingen                                           | eindklassering |
| --------- | ------------------ | ---------------------------------------------------------------------------------------- | ----------------------------------------------------- | -------------- |
| 21        | Miguel Ángel López | 1e, 5e en 7e etappe 1e, 2e, 3e, 4e, 5e, 6e, 7e, 8e, 9e, 10e, 11e, 12e, 18e en 19e etappe | Winnaar Prijs van de Strijdlust Ronde van Spanje 2019 | 5e             |
| 22        | Manuele Boaro      |                                                                                          |                                                       | 128e           |
| 23        | Dario Cataldo      |                                                                                          |                                                       | 68e            |
| 24        | Omar Fraile        |                                                                                          |                                                       | 79e            |
| 25        | Jakob Fuglsang     | Winnaar: 16e etappe 1e etappe                                                            |                                                       | 13e            |
| 26        | Gorka Izagirre     |                                                                                          |                                                       | 53e            |
| 27        | Jon Izagirre       |                                                                                          |                                                       | 16e            |
| 28        | Luis León Sánchez  |                                                                                          |                                                       | 23e            |
|           | Team               | Winnaar: 1e etappe                                                                       |                                                       |                |

### Bahrain-Merida
| rugnummer | renner              | prestaties deze ronde | opmerkingen            | eindklassering |
| --------- | ------------------- | --------------------- | ---------------------- | -------------- |
| 31        | Mark Padoen         |                       |                        | 84e            |
| 32        | Yukiya Arashiro     |                       |                        | 110e           |
| 33        | Phil Bauhaus        |                       | Opgave in de 9e etappe | DNF            |
| 34        | Heinrich Haussler   |                       |                        | 132e           |
| 35        | Domen Novak         |                       |                        | 123e           |
| 36        | Hermann Pernsteiner |                       |                        | 15e            |
| 37        | Luka Pibernik       |                       |                        | 109e           |
| 38        | Dylan Teuns         | 6e etappe             |                        | 12e            |

### BORA-hansgrohe
| rugnummer | renner              | prestaties deze ronde                         | opmerkingen                   | eindklassering |
| --------- | ------------------- | --------------------------------------------- | ----------------------------- | -------------- |
| 41        | Rafał Majka         |                                               |                               | 6e             |
| 42        | Shane Archbold      |                                               |                               | 151e           |
| 43        | Sam Bennett         | Winnaar: 3e en 14e etappe 4e, 5e en 6e etappe |                               | 134e           |
| 44        | Jempy Drucker       |                                               | Niet gestart in de 20e etappe | DNF            |
| 45        | Felix Großschartner |                                               |                               | 36e            |
| 46        | Davide Formolo      |                                               | Niet gestart in de 7e etappe  | DNF            |
| 47        | Gregor Mühlberger   |                                               | Opgave in 5e etappe           | DNF            |
| 48        | Paweł Poljański     |                                               |                               | 57e            |

### CCC Team
| rugnummer | renner               | prestaties deze ronde | opmerkingen                     | eindklassering |
| --------- | -------------------- | --------------------- | ------------------------------- | -------------- |
| 51        | Víctor de la Parte   |                       | Opgave in 6e etappe             | DNF            |
| 52        | William Barta        |                       |                                 | 131e           |
| 53        | Paweł Bernas         |                       |                                 | 149e           |
| 54        | Patrick Bevin        |                       | Niet gestart voor de 15e etappe | DNF            |
| 55        | Jonas Koch           |                       |                                 | 60e            |
| 56        | Szymon Sajnok        |                       |                                 | 142e           |
| 57        | Nathan Van Hooydonck |                       |                                 | 114e           |
| 58        | Francisco Ventoso    |                       |                                 | 97e            |

### Deceuninck–Quick-Step
| rugnummer | renner              | prestaties deze ronde                 | opmerkingen | eindklassering |
| --------- | ------------------- | ------------------------------------- | ----------- | -------------- |
| 61        | Philippe Gilbert    | Winnaar: 12e en 17e etappe 12e etappe |             | 32e            |
| 62        | Eros Capecchi       |                                       |             | 121e           |
| 63        | Rémi Cavagna        | Winnaar: 19e etappe                   |             | 52e            |
| 64        | Tim Declercq        |                                       |             | 78e            |
| 65        | Fabio Jakobsen      | Winnaar: 4e etappe                    |             | 145e           |
| 66        | James Knox          |                                       |             | 11e            |
| 67        | Maximiliano Richeze |                                       |             | 148e           |
| 68        | Zdeněk Štybar       |                                       |             | 55e            |

### EF Education First
| rugnummer | renner             | prestaties deze ronde | opmerkingen         | eindklassering |
| --------- | ------------------ | --------------------- | ------------------- | -------------- |
| 71        | Rigoberto Urán     |                       | Opgave in 6e etappe | DNF            |
| 72        | Hugh Carthy        |                       | Opgave in 6e etappe | DNF            |
| 73        | Lawson Craddock    |                       |                     | 59e            |
| 74        | Mitchell Docker    |                       |                     | 122e           |
| 75        | Sergio Higuita     | Winnaar: 18e etappe   |                     | 14e            |
| 76        | Daniel Martínez    |                       |                     | 41e            |
| 77        | Logan Owen         |                       |                     | 126e           |
| 78        | Tejay van Garderen |                       | Opgave in 7e etappe | DNF            |

### Groupama-FDJ
| rugnummer | renner            | prestaties deze ronde | opmerkingen                   | eindklassering |
| --------- | ----------------- | --------------------- | ----------------------------- | -------------- |
| 81        | Marc Sarreau      |                       |                               | 139e           |
| 82        | Bruno Armirail    |                       |                               | 91e            |
| 83        | Mickaël Delage    |                       | Niet gestart in de 3e etappe  | DNF            |
| 84        | Kilian Frankiny   |                       |                               | 21e            |
| 85        | Tobias Ludvigsson |                       |                               | 44e            |
| 86        | Steve Morabito    |                       |                               | 67e            |
| 87        | Romain Seigle     |                       |                               | 80e            |
| 88        | Benjamin Thomas   |                       | Niet gestart in de 12e etappe | DNF            |

### Lotto Soudal
| rugnummer | renner             | prestaties deze ronde | opmerkingen             | eindklassering |
| --------- | ------------------ | --------------------- | ----------------------- | -------------- |
| 91        | Thomas De Gendt    |                       |                         | 56e            |
| 92        | Sander Armée       |                       |                         | 73e            |
| 93        | Carl Fredrik Hagen |                       |                         | 8e             |
| 94        | Tomasz Marczyński  |                       |                         | 74e            |
| 95        | Tosh Van der Sande |                       |                         | 65e            |
| 96        | Brian van Goethem  |                       | Opgave in de 15e etappe | DNF            |
| 97        | Harm Vanhoucke     |                       |                         | 115e           |
| 98        | Jelle Wallays      |                       |                         | 144e           |

### Mitchelton-Scott
| rugnummer | renner         | prestaties deze ronde | opmerkingen             | eindklassering |
| --------- | -------------- | --------------------- | ----------------------- | -------------- |
| 101       | Esteban Chaves |                       |                         | 19e            |
| 102       | Sam Bewley     |                       |                         | 100e           |
| 103       | Tsgabu Grmay   |                       |                         | 62e            |
| 104       | Damien Howson  |                       |                         | 49e            |
| 105       | Luka Mezgec    |                       | Opgave in de 14e etappe | DNF            |
| 106       | Mikel Nieve    |                       |                         | 10e            |
| 107       | Nick Schultz   |                       |                         | 63e            |
| 108       | Dion Smith     |                       |                         | 83e            |

### Team Dimension Data
| rugnummer | renner                  | prestaties deze ronde | opmerkingen                     | eindklassering |
| --------- | ----------------------- | --------------------- | ------------------------------- | -------------- |
| 111       | Louis Meintjes          |                       |                                 | 51e            |
| 112       | Edvald Boasson Hagen    |                       |                                 | 96e            |
| 113       | Nic Dlamini             |                       |                                 | 107e           |
| 114       | Amanuel Ghebreigzabhier |                       | Afgestapt tijdens de 18e etappe | DNF            |
| 115       | Benjamin King           |                       |                                 | 38e            |
| 116       | Ben O'Connor            |                       |                                 | 25e            |
| 117       | Rasmus Tiller           |                       |                                 | 130e           |
| 118       | Jaco Venter             |                       |                                 | 129e           |

### Team INEOS
| rugnummer | renner             | prestaties deze ronde | opmerkingen                     | eindklassering |
| --------- | ------------------ | --------------------- | ------------------------------- | -------------- |
| 121       | Wout Poels         |                       |                                 | 34e            |
| 122       | David de la Cruz   | 8e etappe             |                                 | 66e            |
| 123       | Owain Doull        |                       |                                 | 71e            |
| 124       | Tao Geoghegan Hart | 20e etappe            |                                 | 20e            |
| 125       | Sebastián Henao    |                       |                                 | 39e            |
| 126       | Vasil Kirijenka    |                       | Afgestapt tijdens de 18e etappe | DNF            |
| 127       | Salvatore Puccio   |                       |                                 | 89e            |
| 128       | Ian Stannard       |                       |                                 | 106e           |

### Team Jumbo-Visma
| rugnummer | renner            | prestaties deze ronde | opmerkingen                                                                                 | eindklassering |
| --------- | ----------------- | --- | ------------------------------------------------------------------------------------------- | -------------- |
| 131       | Primož Roglič     | Winnaar: 10e etappe 10e, 11e, 12e, 13e, 14e, 15e, 16e, 17e, 18e, 19e, 20e en 21e etappe 10e, 11e, 12e, 13e, 14e, 15e, 16e, 17e, 18e, 19e, 20e en 21e etappe | Winnaar Eindklassement Ronde van Spanje 2019 Winnaar Puntenklassement Ronde van Spanje 2019 | 1e             |
| 132       | George Bennett    | |                                                                                             | 33e            |
| 133       | Robert Gesink     | |                                                                                             | 27e            |
| 134       | Lennard Hofstede  | |                                                                                             | 152e           |
| 135       | Steven Kruijswijk | | Opgave in 4e etappe                                                                         | DNF            |
| 136       | Sepp Kuss         | Winnaar: 15e etappe |                                                                                             | 29e            |
| 137       | Tony Martin       | | Opgave in de 19e etappe                                                                     | DNF            |
| 138       | Neilson Powless   | |                                                                                             | 31e            |

### Team Katjoesja Alpecin
| rugnummer | renner                 | prestaties deze ronde | opmerkingen | eindklassering |
| --------- | ---------------------- | --------------------- | ----------- | -------------- |
| 141       | Daniel Navarro         |                       |             | 40e            |
| 142       | Enrico Battaglin       |                       |             | 113e           |
| 143       | Steff Cras             |                       |             | 76e            |
| 144       | Matteo Fabbro          |                       |             | 54e            |
| 145       | Ruben Guerreiro        |                       |             | 17e            |
| 146       | Pavel Kotsjetkov       |                       |             | 98e            |
| 147       | Vjatsjeslav Koeznetsov |                       |             | 138e           |
| 148       | Willie Smit            |                       |             | 118e           |

### Team Sunweb
| rugnummer | renner          | prestaties deze ronde | opmerkingen         | eindklassering |
| --------- | --------------- | --------------------- | ------------------- | -------------- |
| 151       | Wilco Kelderman |                       |                     | 7e             |
| 152       | Nikias Arndt    | Winnaar: 8e etappe    |                     | 69e            |
| 153       | Casper Pedersen |                       |                     | 103e           |
| 154       | Robert Power    |                       |                     | 92e            |
| 155       | Nicolas Roche   | 2e, 3e en 4e etappe   | Opgave in 6e etappe | DNF            |
| 156       | Michael Storer  |                       |                     | 99e            |
| 157       | Martijn Tusveld |                       |                     | 26e            |
| 158       | Max Walscheid   |                       |                     | 137e           |
|           | Team            | 2e, 3e en 4e etappe   |                     |                |

### Trek-Segafredo
| rugnummer | renner             | prestaties deze ronde | opmerkingen | eindklassering |
| --------- | ------------------ | --------------------- | ----------- | -------------- |
| 161       | Gianluca Brambilla |                       |             | 42e            |
| 162       | John Degenkolb     |                       |             | 124e           |
| 163       | Niklas Eg          |                       |             | 37e            |
| 164       | Alex Kirsch        |                       |             | 125e           |
| 165       | Jacopo Mosca       |                       |             | 85e            |
| 166       | Kiel Reijnen       |                       |             | 141e           |
| 167       | Peter Stetina      |                       |             | 28e            |
| 168       | Edward Theuns      |                       |             | 133e           |

### UAE Team Emirates
| rugnummer | renner                | prestaties deze ronde                                                     | opmerkingen                                      | eindklassering |
| --------- | --------------------- | ------------------------------------------------------------------------- | ------------------------------------------------ | -------------- |
| 171       | Fabio Aru             |                                                                           | Niet gestart in de 13e etappe                    | DNF            |
| 172       | Valerio Conti         |                                                                           |                                                  | 70e            |
| 173       | Fernando Gaviria      |                                                                           |                                                  | 147e           |
| 174       | Sergio Henao          | 7e etappe                                                                 |                                                  | 45e            |
| 175       | Marco Marcato         |                                                                           | Opgave in de 19e etappe                          | DNF            |
| 176       | Juan Sebastián Molano |                                                                           |                                                  | 143e           |
| 177       | Tadej Pogačar         | Winnaar: 9e, 13e en 20e etappe 13e, 14e, 15e, 16e, 17e, 20e en 21e etappe | Winnaar Jongerenklassement Ronde van Spanje 2019 | 3e             |
| 178       | Oliviero Troia        |                                                                           |                                                  | 150e           |

### Burgos-BH
| rugnummer | renner         | prestaties deze ronde                                                                                    | opmerkingen | eindklassering |
| --------- | -------------- | --- | ----------- | -------------- |
| 181       | Ángel Madrazo  | Winnaar: 5e etappe 2e, 3e, 4e, 5e, 6e, 7e, 8e, 9e, 10e, 11e, 12e, 13e, 14e en 15e etappe 2e en 3e etappe |             | 119e           |
| 182       | Jetse Bol      | |             | 104e           |
| 183       | Óscar Cabedo   | |             | 116e           |
| 184       | Jorge Cubero   | 4e etappe                                                                                                |             | 136e           |
| 185       | Jesús Ezquerra | |             | 120e           |
| 186       | Nuno Bico      | |             | 153e           |
| 187       | Diego Rubio    | 14e etappe                                                                                               |             | 146e           |
| 188       | Ricardo Vilela | |             | 105e           |

### Caja Rural-Seguros RGA
| rugnummer | renner             | prestaties deze ronde | opmerkingen                   | eindklassering |
| --------- | ------------------ | --------------------- | ----------------------------- | -------------- |
| 191       | Sergej Tsjernetski |                       |                               | 111e           |
| 192       | Jon Aberasturi     |                       |                               | 140e           |
| 193       | Alex Aranburu      | 11e etappe            |                               | 94e            |
| 194       | Domingos Gonçalves |                       | Niet gestart in de 14e etappe | DNF            |
| 195       | Jonathan Lastra    |                       |                               | 101e           |
| 196       | Sergio Pardilla    |                       |                               | 88e            |
| 197       | Cristián Rodríguez |                       |                               | 50e            |
| 198       | Gonzalo Serrano    |                       |                               | 135e           |

### Cofidis
| rugnummer | renner            | prestaties deze ronde | opmerkingen                     | eindklassering |
| --------- | ----------------- | --------------------- | ------------------------------- | -------------- |
| 201       | Jesús Herrada     | Winnaar: 6e etappe    | Niet gestart voor de 17e etappe | DNF            |
| 202       | Darwin Atapuma    |                       |                                 | 61e            |
| 203       | Nicolas Edet      | 8e etappe             |                                 | 18e            |
| 204       | Jesper Hansen     |                       | Afgestapt in de 15e etappe      | DNF            |
| 205       | José Herrada      | 5e etappe             |                                 | 75e            |
| 206       | Luis Ángel Maté   |                       |                                 | 102e           |
| 207       | Stéphane Rossetto |                       |                                 | 127e           |
| 208       | Damien Touze      |                       |                                 | 108e           |

### Euskadi Basque Country-Murias
| rugnummer | renner           | prestaties deze ronde | opmerkingen | eindklassering |
| --------- | ---------------- | --------------------- | ----------- | -------------- |
| 211       | Óscar Rodríguez  |                       |             | 22e            |
| 212       | Aritz Bagües     |                       |             | 117e           |
| 213       | Fernando Barceló |                       |             | 95e            |
| 214       | Cyril Barthe     |                       |             | 86e            |
| 215       | Mikel Bizkarra   |                       |             | 48e            |
| 216       | Mikel Iturria    | Winnaar: 11e etappe   |             | 87e            |
| 217       | Sergio Samitier  | 15e etappe            |             | 112e           |
| 218       | Héctor Sáez      | 13e etappe            |             | 82e            |

## Deelnemers per land
| Deelnemers | Land                                                                          |
| ---------- | ----------------------------------------------------------------------------- |
| 36         | Spanje                                                                        |
| 17         | Frankrijk                                                                     |
| 13         | Italië                                                                        |
| 11         | België, Colombia                                                              |
| 9          | Nederland, Verenigde Staten                                                   |
| 7          | Australië                                                                     |
| 6          | Duitsland                                                                     |
| 5          | Nieuw-Zeeland, Polen, Portugal, Slovenië, Verenigd Koninkrijk                 |
| 4          | Denemarken, Zuid-Afrika                                                       |
| 3          | Zwitserland, Noorwegen, Oostenrijk, Rusland                                   |
| 2          | Ierland, Luxemburg                                                            |
| 1          | Argentinië, Eritrea, Ethiopië, Japan, Tsjechië, Oekraïne, Wit-Rusland, Zweden |

1e etappe ·
2e etappe ·
3e etappe ·
4e etappe ·
5e etappe ·
6e etappe ·
7e etappe ·
8e etappe ·
9e etappe ·
10e etappe ·
11e etappe ·
12e etappe ·
13e etappe ·
14e etappe ·
15e etappe ·
16e etappe ·
17e etappe ·
18e etappe ·
19e etappe ·
20e etappe ·
21e etappe
Startlijst · Eindstanden · Afbeeldingen